# Курт фон Єссер
Курт фон Єссер (нім. Curt von Jesser; 4 листопада 1890, Вадовіц — 18 серпня 1950, Відень) — австро-угорський, австрійський і німецький офіцер, генерал-майор вермахту. Кавалер Лицарського хреста Залізного хреста.

## Біографія
Син фельдмаршал-лейтенанта Моріца фон Єссера. 18 серпня 1909 року вступив в австро-угорську армію. Учасник Першої світової війни. Після війни продовжив службу в австрійські армії, на момент аншлюсу командував 3-м мотоциклетним батальйоном. В листопаді 1939 року призначений в штаб 2-го танкового полку. З лютого 1940 по квітень 1942 року — командир 36-го танкового полку. Учасник Французької кампанії і Німецько-радянської війни. З травня 1942 року керував 13-м училищем швидких військ. З  25 листопада 1942 по 1 березня 1943  року — командир 386-ї моторизованої дивізії. Точних даних щодо наступного призначення Єссера немає, але, за деякими відомостями, він командував охоронною бригадою у Франції. З 23 серпня по 6 вересня 1943 року — командир 155-ї резервної танкової дивізії, після чого понад рік не отримував призначень. Взимку 1944-45 років призначений комендантом укріпленого району «Штирія». 22 жовтня 1945 року взятий в полон радянськими військами. 17 березня 1949 року звільнений.

## Звання
- Кадет-заступник офіцера (18 серпня 1909)
- Лейтенант (1 листопада 1910)
- Оберлейтенант (1 серпня 1914)
- Гауптман (1 листопада 1917)
- Майор (8 липня 1921)
- Оберстлейтенант (1 липня 1937)
- Оберст (1 серпня 1939)
- Генерал-майор (1 грудня 1942)

## Нагороди
- Бронзова і срібна медаль «За військові заслуги» (Австро-Угорщина) з мечами
- Хрест «За військові заслуги» (Австро-Угорщина) 3-го класу з військовою відзнакою і мечами
- Військовий Хрест Карла
- Залізний хрест 2-го класу
- Медаль «За поранення» (Австро-Угорщина) з однією смугою
- Пам'ятна військова медаль (Австрія) з мечами
- Почесний знак «За заслуги перед Австрійською Республікою», золотий знак
- Хрест «За вислугу років» (Австрія) 2-го класу для офіцерів (25 років)
- Пам'ятна військова медаль (Угорщина) з мечами
- Орден Заслуг (Австрія), лицарський хрест
- Почесний хрест ветерана війни з мечами
- Медаль «За вислугу років у Вермахті» 4-го, 3-го, 2-го і 1-го класу (25 років)
- Медаль «У пам'ять 1 жовтня 1938»
- Нагрудний знак «За поранення» в чорному
- Застібка до Залізного хреста 2-го класу
- Залізний хрест 1-го класу (16 жовтня 1939)
- Нагрудний знак «За танкову атаку» в сріблі
- Сертифікат Пошани Головнокомандувача Сухопутних військ Вермахту (6 липня 1941)
- Німецький хрест в золоті (29 листопада 1941)
- Лицарський хрест Залізного хреста (18 січня 1942)
- Медаль «За зимову кампанію на Сході 1941/42»